# 卡龙琴
卡龙琴（維吾爾語：قالون‎）是维吾尔族演奏的弹拨乐器，也是维吾尔族乐器中弦数最多的乐器。是刀郎木卡姆、十二木卡姆等木卡姆音乐的演出中必备的乐器，在民俗活动麦西热甫中时常能看到卡龙琴的身影。卡龙琴也会被译作喀龙琴、卡伦琴等，清代被译作喀尔奈，是清宫廷回部乐之一。卡龙琴主要流行于中华人民共和国新疆维吾尔自治区喀什地区和阿克苏地区。卡龙琴有“刀郎木卡姆的灵魂”之称。

## 历史

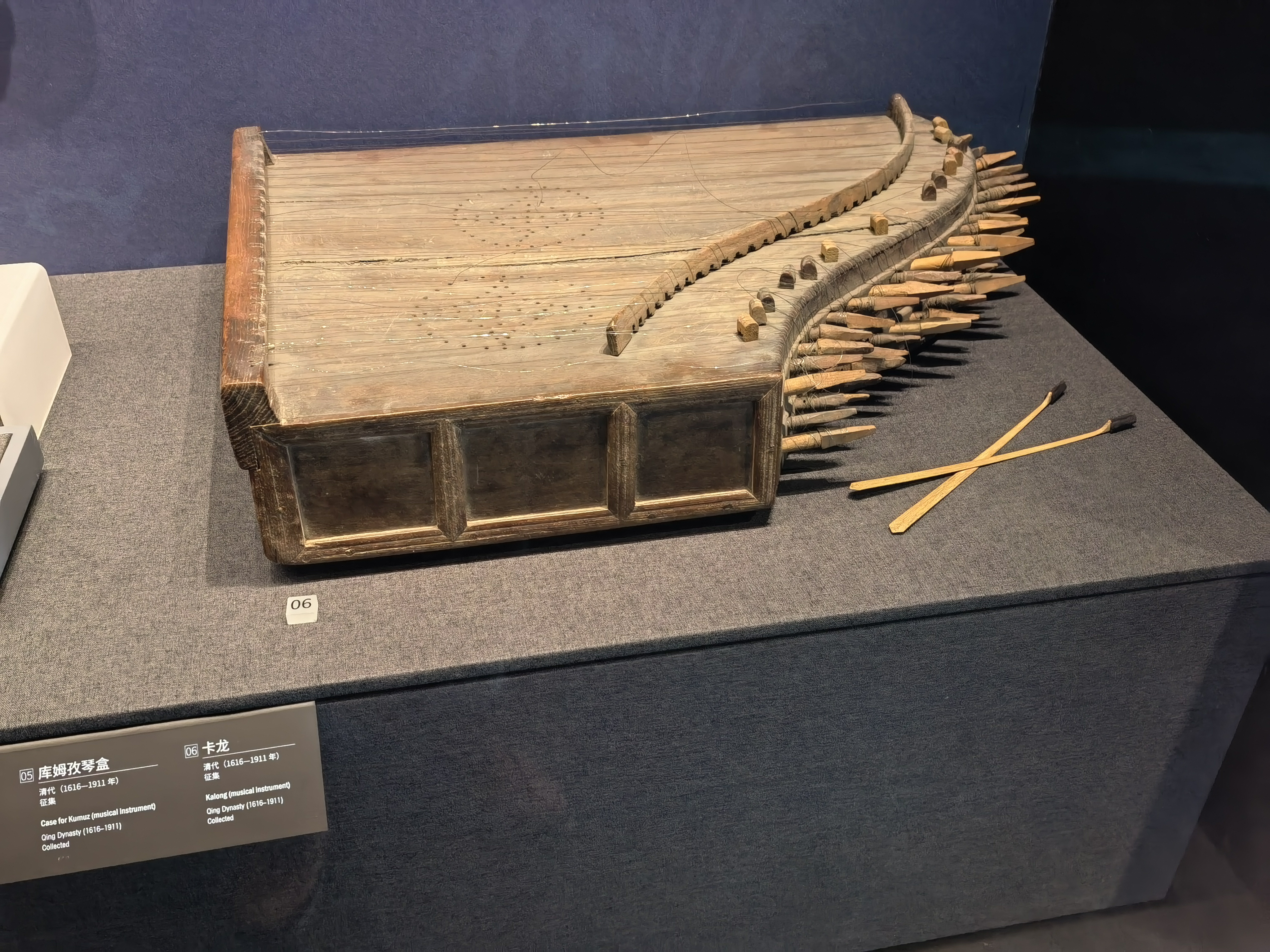
新疆维吾尔自治区博物馆馆藏的清代卡龙琴

卡龙的维吾尔语“قالون‎”一词可能源于希腊语“κανών”，然而在语言学中并未得到证明。在如今的亚美尼亚、土耳其和阿拉伯世界也有着名称类似的弹拨乐器，卡侬琴。在《一千零一夜》中的49夜，有提到名为卡侬琴的乐器，在14世纪中期的《罕兹·阿·图哈夫》（Kanz al-tuhaf）一文中也提及了卡侬琴。
而关于维吾尔族演奏的卡龙琴的发明，在19世纪毛拉·伊斯米图拉所著的《乐师传》等书籍中记录为喀喇汗王朝的哲学家、音乐学家法拉比发明了卡龙琴。法拉比创造了十二木卡姆中最为古老的拉克木卡姆和乌夏克木卡姆，在当时表演木卡姆时，卡龙琴是会经常的乐器。法拉比晚年游历巴格达、叙利亚等地，因为他精通阿拉伯语、波斯语和希腊语等语言，他选择希腊语作为该乐器的名称。元代时期卡龙琴经新疆传入中原，《元史·郭宝玉传》中曾提及一种“七十二弦琵琶”，刘郁所著《西使记》中也提及了一种名为“卡芋”的类似乐器。在新疆察合台汗国分裂后，南北疆都存在卡龙琴，并以不同的名称存于世。《察合台词典》中记载有一种名为牙图昂的乐器就是卡龙琴，并描述了在宫廷中表演的情节。到了叶尔羌汗国时期，叶尔羌汗国第二任汗拉失德擅长演奏乐器，尤为擅长卡龙琴。《清史稿》中将卡龙琴被称为“喀尔奈”归入清代宫廷乐回部乐之中，对其描写和如今的卡龙琴几乎一致。《新疆图志》在提及维吾尔乐器的发展时，卡龙琴包括其中。19世纪中期，乔罕·瓦里汉诺夫在喀什噶尔滞留时，曾记录了当地民间歌舞集会，他发现卡龙琴在麦西热甫和宫廷宴会中时常出现，演奏时多和小手鼓合奏。
在20世纪50年代之前，卡龙琴的流传范围仅存在于和田地区、麦盖提县、阿瓦提县等南疆地区。1954年，乌鲁木齐和喀什的乐师开始对卡龙琴进行研究和改革制作。1956年，新疆歌舞团乐队正式在舞台上演奏卡龙琴，卡龙琴的演奏开始出现在新疆各地。1976年，新疆歌舞团曾前往阿富汗、巴基斯坦、叙利亚、伊拉克进行访问演出，卡龙琴在表演中出场。不过因为另一种维吾尔族乐器锵（类似扬琴）的流行，卡龙琴逐步被替代，20世纪80年代，万桐书曾前往喀什地区和和田地区进行田野调查，此次调查发现能够演奏卡龙琴的乐师仅有5人。
随着维吾尔木卡姆被联合国教育、科学及文化组织列为人类口述和非物质遗产代表作名录，卡龙琴的研究、制作和演奏得以受到重视。2011年，卡龙琴的制作技艺作为维吾尔族乐器制作技之一被列为第二批新疆维吾尔自治区非物质文化遗产名录拓展项目。2016年11月，巴楚县举办首次卡龙琴大型演奏会，接近150名民间艺人参与演奏，超过1000人参与了刀郎木卡姆的表演。

## 困境与传承
卡龙琴的传承方式主要包括家庭、民间麦西热甫和学校等。家庭传授是包括卡龙琴在内的维吾尔乐器传承的主要方式，卡龙琴的传授在维吾尔社会中没有性别的限制，无论儿子还是女儿只要愿意学习或有天赋，就可以从父母或祖辈学习卡龙琴的演奏技巧。不过也有一些家庭是本非专门演奏卡龙琴的刀郎艺人，他们掌握了刀郎音乐的演奏技艺后转为卡龙琴乐师。民间麦西热甫是维吾尔人在节日、婚礼、庆典时时常举办的民俗活动，孩童们从小就会接触卡龙琴等乐器的演奏。其中对乐器演奏感兴趣的孩子会模仿和观察有经验乐师的演奏技巧，也会在演奏间隙向老艺人们请教学习。新疆艺术学院、阿克苏地区文化艺术学校（今阿克苏职业技术学院的前身之一）等院校也会设置卡龙琴专业或开设木卡姆传习班，其中就有卡龙琴专业。2006年，麦盖提县职业高级中学开设了学制2年的木卡姆班，木卡姆班分为木卡姆演唱、刀郎热瓦普、卡龙琴等若干个组。2004年，麦盖提县建立了刀郎木卡姆传承中心，中心聘请富有经验的艺人教授卡龙琴在内的木卡姆音乐演奏技艺。不过卡龙琴的传承依然面临着失传的风险。卡龙琴无论是制作还是演奏均十分复杂，愿意从事演奏和制作卡龙琴的人很少。一些传承人文化水平不高，这使得他们难以前往学校进行技艺的传授。加上很多传承人年事已高，精力和身体情况阻碍了技艺的传承。

## 种类
时间较为久远的卡龙琴主要由沙枣木为原料，现代的卡龙琴则主要由桑木制成。卡龙琴整体为梯形，由右直左曲，前窄后宽的框架式结构构成，下部为底板，上有面板，右侧是横板系弦，左侧是较厚的木框，钻拔肖孔安置弦轴。弯曲的琴码立于琴左侧，弦经过琴码置在面板之上，琴码左有用来微调的弦枕。琴箱内有用以支持传震的音梁。卡龙琴的琴箱可雕刻花纹，通过是否雕刻花饰，可分为花式和简式卡龙琴，现在使用的卡龙琴还会在表面装饰有金属或骨质的花饰。琴面上有数十个孔的卡龙琴时间较为久远，现代的卡龙琴一般有5个小孔。卡龙琴弦一般两根为一组，不过根据地域或演奏曲乐的不同，卡龙琴略有不同。
三十弦卡龙主要分布于和田地区，又被称为十六音琴，三十弦琴左曲边长58厘米，右直边长44.5厘米，下底长63厘米，上底36厘米，琴箱高14.5厘米。在喀什市、莎车县、叶城县主要流行三十四弦卡龙琴，也被称为十八音琴，三十四弦琴左曲边长62厘米，右直边长48厘米，下底长80厘米，上底44.5厘米，琴箱高11.5厘米。麦盖提县的音乐家在演奏刀郎音乐时，主要使用三十二弦卡龙琴，也被称为十七音琴，其中第一组和第二组为单弦，三十二弦琴左曲边长54厘米，右直边长48厘米，下底长80厘米，上底43厘米，琴箱高12.5厘米。在巴楚县，使用的是二十音，四十弦卡龙琴，左曲边长50厘米，下底长72厘米，上底42.5厘米，琴箱高15厘米。在阿瓦提县，则会使用较大的二十一音，四十二弦卡龙琴，该琴右直边长55厘米，下底长95厘米，上底55厘米，琴箱高17厘米。另外，20世纪70年代到80年代出现了改良卡龙琴，有20组40根弦或23组46根弦，琴体使用核桃木制作，琴板则用桐木，使用金属系弦钉和金属弦轴。左右有两排弦码，方便音准微调。该琴左曲边55厘米，长97厘米。由新疆维吾尔自治区歌舞团设计，由乌鲁木齐乐器厂制作。

## 演奏
演奏卡龙琴时，卡龙琴平置琴箱于乐师身前。乐师右手执或为柳木质，或为角质的拨子“泽合麦克”（zähmäk），左手执一种形似钥匙名为“果西塔甫”（qushtap）的金属揉音器。通过右手握拨子拨动琴弦产生声音，左手大拇指和中指紧握揉音器通过压、揉、滑等演奏技巧得到音阶中游移音以装饰旋律和音色。卡龙琴主要用于刀郎木卡姆、十二木卡姆的伴奏，卡龙琴的演奏主要是用来合奏，不过也有较少的独奏曲，仅用于木卡姆的保留曲目。在乐队演出中，卡龙琴和另一种维吾尔族常用乐器热瓦普在演奏模式上类似，在散板部分围绕歌唱骨干音的音高与节奏加花，有板部分也可分为支声加花和固定音型。和热瓦普类似，卡龙琴常常使用同音反复和十六分音符的固定节奏，偶尔会简化或复杂，形成简繁对比的效果。
卡龙琴定弦法以调式的自然音阶为主，会随着乐曲调式的改变而有变化。在表演前，因为卡龙琴音高相对稳固，其他乐器调音会以卡龙琴为标准调音。卡龙琴音色轻细悠扬，相比于古筝，卡龙琴音色更为明亮。因为卡龙琴的弹拨主要从外向内一个方向，方便演奏由高到低的音阶琶音，所以卡龙琴的典型音高装饰手法是音阶式的琶音。又因为卡龙琴高音琴弦和低音琴弦相隔较远，加上手速有限，故尔演奏时不会出现频繁快速在高低音区移动的情况。卡龙琴低音浑浊，中音清脆，所以卡龙琴的演奏主要在中高音区。在乐队演出中，卡龙琴的音区往往在乐队最上层，会浮于演唱之上。